# Martina Weber (musicienne)
Pour les articles homonymes, voir Martina Weber et Weber.
Martina Weber, née le 24 août 1981 à Florence (Toscane, Italie), est une musicienne classique italienne (viole de gambe).

## Biographie
Martina Weber naît à Florence, en Italie et s'initie à la viole de gambe dès l'âge de six ans. Elle effectue sa formation musicale au Conservatoire de Florence avec Paolo Biordi, puis intègre le Conservatoire de Venise avec Cristiano Contadin et le Conservatoire à rayonnement régional de Paris (CRR de Paris) avec Ariane Maurette, dont elle sort diplômée. Elle suit également les cours d’été de musique ancienne avec Jordi Savall. 
Elle enregistre avec Michael Galasso la bande originale de la pièce Les Fables de La Fontaine, mise en scène par Bob Wilson à la Comédie-Française en 2004, de même que celle du film Séraphine de  Martin Provost, ayant obtenu le César de la meilleure musique originale en 2009.
Elle travaille comme chercheuse au Centre de Musique Baroque de Versailles à la constitution de catalogues d’œuvres, et elle y est professeure de déclamation italienne,. Elle enseigne la viole de gambe à Paris.
En 2019, formant un duo avec Lore Hillenhinrichs (Duo LMBaroque), elle retranscrit les Variations Goldberg de Jean-Sébastien Bach pour traverso et viole de gambe. Elle donne de nombreux concerts, notamment avec des ensembles de musique baroque,,,,,,,,.